# Gini-Koeffizient
| ≤ 30 30–34,9 35–39,9 40–44,9 | 45–49,9 50–54,9 55–59,9 60–64,9 keine Daten |

Gini-Koeffizient (in %) der Einkommensverteilung (Weltbank, 2018)

Lorenz-Kurve (rot) der realen Verteilung zur Berechnung des Gini-Koeffizienten und ideale Gleichverteilung (schwarz)

Der Gini-Koeffizient oder auch Gini-Index ist ein statistisches Maß für die Ungleichverteilungen in einer Gruppe, das vom italienischen Statistiker Corrado Gini entwickelt wurde. Der Koeffizient hat Werte zwischen 0 und 1 (oder 0 und 100 %); 0 entspricht einer vollständigen Gleichverteilung, 1 bzw. 100 % einer vollständigen Konzentration bei einem/einer aus der Gruppe. Ungleichverteilungskoeffizienten lassen sich für jegliche Verteilungen berechnen. Beispielsweise gilt der Gini-Koeffizient in der Wirtschaftswissenschaft, aber auch in der Geographie als Maßstab für die Einkommens- und Vermögensverteilung einzelner Länder und somit als Hilfsmittel zur Klassifizierung von Ländern und ihrem zugehörigen Entwicklungsstand.
Der Gini-Koeffizient wird aus der Lorenz-Kurve der kumulierten Einkommen über der geordneten Liste der Teilnehmer (Haushalte/Personen/Länder) abgeleitet. Er ist das Verhältnis von zwei Flächen:
1. der Differenzfläche zwischen der idealen Lorenz-Kurve für vollkommen gleichmäßige Verteilung der Einkommen (einer ansteigenden Geraden) und der realen Lorenz-Kurve, sowie
2. der gesamten Fläche unter der idealen Kurve.

Er ist 0 für vollkommene Gleichverteilung (keine Differenzfläche) und 1 für vollkommene Ungleichverteilung, d. h. wenn nur eine Person das gesamte Einkommen hat (Alles ist Differenzfläche).
Mit einer gleichmäßigen Verteilung ist dabei nicht die Gleichverteilung von Wahrscheinlichkeiten gemeint, die i. A. noch konkretes Auftreten unterschiedlicher Werte erlaubt, sondern dass es konkret nur einen Einkommenswert gibt, also eine Verteilung mit einer Varianz von 0. Im häufigsten Anwendungsfall, der Einkommensverteilung in einem Staat, heißt das, dass das Einkommen jedes Erwachsenen gleich hoch ist, und nicht, dass verschiedene Einkommen(-sklassen) gleich häufig sind.

## Anwendungen

### Ökonomie
Der Gini-Koeffizient wird insbesondere in der Wohlfahrtsökonomik verwendet, um beispielsweise das Maß der Gleichheit oder Ungleichheit der Verteilung von Vermögen oder Einkommen zu beschreiben. Der Koeffizient ist eine Alternative zum S80/S20-Einkommensquintilverhältnis, das in der EU-Statistik Verwendung findet. Außerdem wird er als Konzentrationsrate bei der Messung der Unternehmenskonzentration auf einem Markt eingesetzt.

### Informationstheorie
In der Informationstheorie wird er als Maß der „Reinheit“ oder „Unreinheit“ von Information verwendet.

### Maschinelles Lernen
Im Bereich des maschinellen Lernens gibt es ein statistisches Maß, das Gini Impurity genannt wird und mit dem Gini Index verwechselt werden kann. Gini Impurity im maschinellen Lernen wird verwendet, um die Qualität einer Trennung in Entscheidungsbäumen zu bewerten. Das Ziel dabei ist es, zu messen, wie "rein" die durch die Trennung entstandenen Teilmengen in Bezug auf die Zielvariable sind. Je niedriger das Gini Impurity Maß ist, desto reiner sind die Teilmengen. Der Gini Index in der Sozioökonomie dagegen misst die Verteilung des Einkommens oder Vermögens innerhalb einer Bevölkerung. Es ist wichtig, beide Gini Indizes nicht zu verwechseln, da sie unterschiedliche Zwecke erfüllen und in unterschiedlichen Kontexten verwendet werden.

### Bankwesen
Im Bankwesen wird der Gini-Koeffizient als Maß dafür verwendet, wie gut ein Ratingsystem gute von schlechten Kunden trennen kann (Trennschärfe).

## Normierung
Die Skala möglicher Werte reicht je nach Anwendungsfall von 0 bis 1, von 0 bis 100, von 0 bis 10000. Je nach Anwendungsfall steht der kleinste oder eben der größte Wert für die gleichmäßige Verteilung. Der Wert der absoluten Ungleichheit kann dabei im Allgemeinen nur asymptotisch erreicht werden. Durch Renormierung kann man dies vermeiden.

## Definition

### Allgemeiner Fall
Für eine aufsteigend sortierte, diskret verteilte Größe {\displaystyle x=x_{1},\ldots ,x_{n}} (Beispiel: Haushaltseinkommen) ist die Lorenz-Kurve {\displaystyle L(j,n)} gegeben durch
{\displaystyle L(j,n)=\sum _{i=1}^{j}{\frac {x_{i}}{\sum _{k=1}^{n}x_{k}}}=\sum _{i=1}^{j}{\frac {x_{i}}{n\mu }}=\sum _{i=1}^{j}l_{i}.}
Für die Position {\displaystyle j} in der Einkommensverteilung gibt die Lorenz-Kurve daher den kumulierten Anteil am Gesamteinkommen an. {\displaystyle \mu ={\frac {\sum _{i=1}^{n}x_{i}}{n}}} bezeichnet das arithmetische Mittel. Bei einer Gleichverteilung entspräche die Fläche {\displaystyle A} zwischen der 45-Grad-Linie und der Lorenzkurve dem Wert 0 und nimmt zu für ungleichere Verteilungen. Aus dieser Überlegung und dem Ziel, ein auf das Intervall {\displaystyle [0;1]} normiertes Maß zu erhalten, ergibt sich der Gini-Ungleichheitskoeffizient als {\displaystyle \mathrm {GUK} =2A.}
Durch geometrische Zerlegung der Fläche {\displaystyle A} erhält man:
{\displaystyle A={\frac {1}{2}}\sum _{i=1}^{n}l_{i}\left({\frac {i-1}{n}}+{\frac {i}{n}}\right)-{\frac {1}{2}}=\sum _{i=1}^{n}l_{i}{\frac {2i-n-1}{2n}}.}
Für eine reale Verteilung kann man den Gini-Koeffizienten daher direkt folgendermaßen (unter Verwendung von {\displaystyle l_{i}=x_{i}/(n\mu )}) berechnen:
{\displaystyle \mathrm {GUK} =2A=\sum _{i=1}^{n}l_{i}{\frac {2i-n-1}{n}}={\frac {1}{n^{2}\mu }}\sum _{i=1}^{n}x_{i}(2i-n-1).}
Eine alternative Formulierung, die keine Sortierung der Daten voraussetzt, basiert auf der sogenannten relativen mittleren absoluten Differenz. Die mittlere absolute Differenz bezeichnet die durchschnittliche Differenz aller vorhandenen Beobachtungspaare in einer Population. Diese wird ins Verhältnis gesetzt zum Durchschnittseinkommen. Damit der Gini-Koeffizient den gewünschten Wertebereich annimmt, wird die Differenz noch durch 2 geteilt:
{\displaystyle \mathrm {GUK} ={\frac {\sum _{i=1}^{n}\sum _{j=1}^{n}|x_{i}-x_{j}|}{2n\sum _{i=1}^{n}x_{i}}}}

### Normierter Gini-Koeffizient
Der so definierte GUK ist jedoch stets kleiner als eins, selbst wenn {\displaystyle x_{i}>0} nur für ein {\displaystyle i} gilt. Ist beispielsweise bei {\displaystyle n=2} nur {\displaystyle x_{1}>0} aber {\displaystyle x_{2}=0}, ergibt sich {\displaystyle GUK=0,5}.
Will man dies vermeiden, kann man den sogenannten normierten Gini-Koeffizienten verwenden, der definiert ist als
{\displaystyle \mathrm {GUK^{*}} ={\frac {n}{n-1}}\mathrm {GUK} .}
Er lässt sich interpretieren als Verhältnis von mittlerer (absoluter) Differenz und (bei gegebenem n und gegebenem {\displaystyle \sum _{i=1}^{n}x_{i}}) maximal möglicher mittlerer Differenz.

### Berechnung anhand von Quantilen
Ein gewisser Teil einer Menge A wird einem Teil einer anderen Menge B zugeordnet. Dies kann z. B. Geld (A) auf Menschen (B) oder auch Stromverbrauch (A) auf Städte (B) sein. Entscheidend ist, dass A eine homogene gut aufteilbare Menge darstellt. Zum Beispiel wäre der Besitz von Kfz nicht geeignet, da Kfz weder homogen – einzelne Typen unterscheiden sich erheblich – noch in kleine Einheiten aufteilbar sind.
Der Gini-Koeffizient ist die auf die Gleichverteilung normierte Fläche zwischen den Lorenz-Kurven einer Gleichverteilung und der beobachteten Verteilung.
{\displaystyle \mathrm {GUK} ={\frac {A_{g}-A_{ug}}{A_{g}}}}
mit GUK als dem Gini-Ungleichverteilungskoeffizienten, {\displaystyle A_{g}} der Fläche unter der Lorenz-Kurve einer Gleichverteilung und {\displaystyle A_{ug}} der Fläche unter der Lorenz-Kurve für die beobachtete Verteilung.

### Beispiel
A wird auf B verteilt, beispielsweise wird das Vermögen (A) auf die Bevölkerung (B) verteilt.
```
50 Prozent von B (b
1
) wird  2,5 Prozent von A zugeordnet (v
1
).
40 Prozent von B (b
2
) wird 47,5 Prozent von A zugeordnet (v
2
).
 9 Prozent von B (b
3
) wird 27,0 Prozent von A zugeordnet (v
3
).
 1 Prozent von B (b
4
) wird 23,0 Prozent von A zugeordnet (v
4
).
```

In einem ersten Schritt werden die Daten „normalisiert“ dargestellt:
```
b
1
 = 0,50     v
1
 = 0,025          v
1
/b
1
 =  0,05
b
2
 = 0,40     v
2
 = 0,475          v
2
/b
2
 =  1,188
b
3
 = 0,09     v
3
 = 0,270          v
3
/b
3
 =  3
b
4
 = 0,01     v
4
 = 0,230          v
4
/b
4
 = 23
```

Im zweiten Schritt wird der Gini-Koeffizient berechnet.
Den Gini-Ungleichverteilungskoeffizienten (GUK) erhält man durch Auswertung einer Lorenz-Kurve.
Damit tatsächlich eine Lorenz-Kurve entsteht, müssen gegebenenfalls die obigen Werte umsortiert werden. Alle Wertepaare {\displaystyle (v_{i},b_{i})} müssen zunächst so vorsortiert werden, dass gilt:
{\displaystyle {\frac {v_{i}}{b_{i}}}\geq {\frac {v_{i-1}}{b_{i-1}}}}
Bei dem obigen Beispiel liegt schon die richtige Sortierung vor, so dass nicht umsortiert werden muss.
Die gesuchte Lorenz-Kurve entsteht, wenn man (xi,yi)-Paare als Punkte in ein kartesisches Koordinatensystem einträgt und anschließend benachbarte Punkte mit einer Geraden verbindet. Die {\displaystyle (x_{i},y_{i})}-Paare entstehen aus den {\displaystyle (v_{i},b_{i})}-Paaren nach folgender Rechenvorschrift:
{\displaystyle x_{n}=\sum _{j=1}^{n}b_{j}\quad {\text{und}}\quad y_{n}=\sum _{j=1}^{n}v_{j}.}
Im zweiten Schritt werden aus den Daten des ersten Schritts die nachfolgenden Daten durch Summation ermittelt (wobei am Anfang (0, 0) als fester Wert dazu kommt):
```
x
0
 = 0,00     y
0
 = 0
x
1
 = 0,50     y
1
 = 0,025
x
2
 = 0,90     y
2
 = 0,5    (da 0,5 + 0,4 = 0,9 und 0,025 + 0,475 = 0,5 ist)
x
3
 = 0,99     y
3
 = 0,77
x
4
 = 1,00     y
4
 = 1
```

Bei totaler Gleichverteilung des Vermögens ist die Lorenz-Kurve eine gerade Linie von Punkt (0|0) zu Punkt (1|1).
Zur Bestimmung des Gini-Koeffizienten werden zuerst zwei Größen bestimmt, die graphisch betrachtet Flächen sind. Einmal die Fläche unter der Gleichverteilungslinie, nennen wir diese Größe beispielsweise A. Die zweite Fläche ist die Fläche unter der tatsächlichen Verteilungskurve, nennen wir diese Größe beispielsweise B. Mit diesen beiden Größen berechnet sich der Gini-Ungleichverteilungskoeffizient wie folgt:
{\displaystyle \mathrm {GUK} ={\frac {A-B}{A}}}

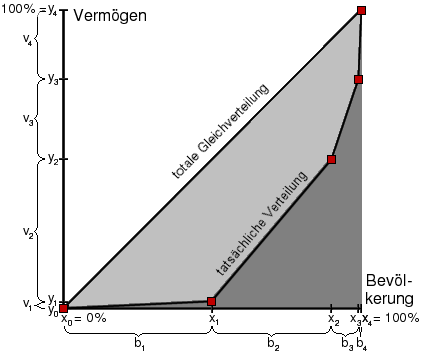
B ist die dunkelgraue Fläche; A setzt sich aus der hell- und der dunkelgrauen Fläche zusammen.

Errechnen der y-Werte der Lorenz-Kurve der tatsächlichen Verteilung:
```
y
0
 = 0,000
y
1
 = v
1
 = 0,025
y
2
 = v
1
 + v
2
 = 0,500
y
3
 = v
1
 + v
2
 + v
3
 = 0,770
y
4
 = v
1
 + v
2
 + v
3
 + v
4
 = 1,000
```

Berechnung der Fläche B unter der Lorenz-Kurve der tatsächlichen Verteilung (siehe unten):
```
(y
1
 - 0,5 · v
1
) · b
1
 = 0,00625
(y
2
 - 0,5 · v
2
) · b
2
 = 0,105
(y
3
 - 0,5 · v
3
) · b
3
 = 0,05715
(y
4
 - 0,5 · v
4
) · b
4
 = 0,00885
```

Die Summe daraus beträgt
```
B = 0,17725
```

Da eine normierte Darstellung verwendet wird, verbindet die Kurve der totalen Gleichverteilung die Eckpunkte (0|0) und (1|1) miteinander. Das Dreieck mit der Fläche A beträgt also 0,5. Darum gilt für den Gini-Ungleichverteilungskoeffizienten:
{\displaystyle \mathrm {GUK} ={\frac {A-B}{A}}={\frac {0{,}5-B}{0{,}5}}=1-2\cdot B=1-0{,}3545=0{,}6455}
Graphisch betrachtet ist der Gini-Koeffizient das Verhältnis der Fläche zwischen Gleichverteilungslinie
und Lorenzkurve (A-B) zur Fläche unterhalb der Gleichverteilungslinie (A).
Erläuterung zur Berechnung
Die gesamte Gini-Fläche ist ein Rechteck mit den Seiten {\displaystyle v_{1}+v_{2}+v_{3}+v_{4}} mal {\displaystyle b_{1}+b_{2}+b_{3}+b_{4}}. Die Gini-Fläche einer Gleichverteilung ist die Hälfte der gesamten Gini-Fläche. Zur Berechnung der Fläche unter der Kurve werden alle Einzelflächen addiert. Nehmen wir beispielsweise {\displaystyle b_{2}}. Voll anzurechnen ist das Rechteck mit der Höhe {\displaystyle y_{1}} und der Breite {\displaystyle b_{2}} (d. h. von {\displaystyle x_{1}} bis {\displaystyle x_{2}}). Von dem Rechteck, das von der Höhe {\displaystyle y_{1}} bis zur Höhe {\displaystyle y_{2}} geht, ist nur die Hälfte zu nehmen, da die andere Hälfte oberhalb der Ginilinie nicht zur Gini-Fläche gehört. Also ist
{\displaystyle {\text{Fläche}}=y_{1}\cdot b_{2}+{\frac {(y_{2}-y_{1})\cdot b_{2}}{2}}={\frac {(y_{2}+y_{1})\cdot b_{2}}{2}}}
oder auch
{\displaystyle {\text{Fläche}}=\left(y_{2}-{\frac {v_{2}}{2}}\right)\cdot b_{2}.}
Alternative Anschauung zur Flächenberechnung:
Die Einzelfläche über {\displaystyle b_{2}} ist die Differenz aus der Rechtecksfläche, die von den Punkten (x1,y0=0), (x2,y0=0), (x2,y2), (x1,y1) begrenzt wird (Inhalt: {\displaystyle b_{2}\cdot y_{2}}), abzüglich der Fläche des rechtwinkligen Dreiecks, das von den Punkten (x1,y1), (x2,y1), (x1,y2) begrenzt wird (Inhalt: {\displaystyle {\tfrac {b_{2}\cdot v_{2}}{2}}}), mit gleichem Ergebnis.

## Datenreduktion
Der Gini-Koeffizient ist ein statistisches Maß zur Berechnung der Ungleichheitsverteilung. Solche Maße reduzieren prinzipiell einen mehr oder minder komplexeren Datensatz auf eine einfache Kennzahl. Diese Kennzahl kann zu Fehlinterpretationen führen, wenn sie nicht sachgemäß verwendet wird.

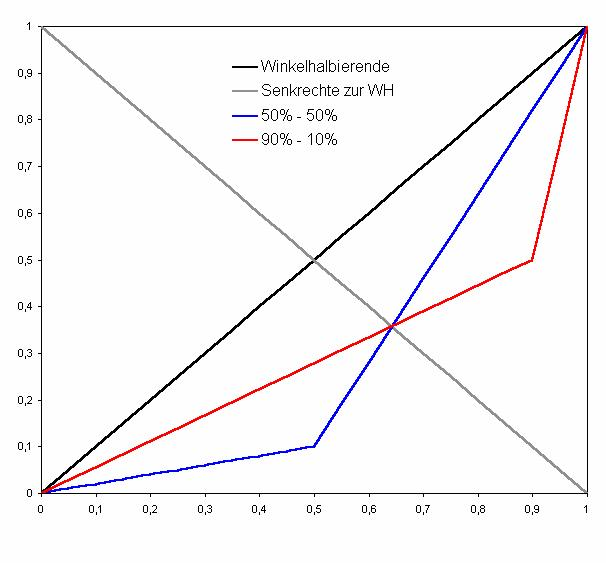
Abbildung 1: Verschiedene Lorenzkurven – gleicher Gini-Koeffizient

Im Fall des Gini-Koeffizienten gibt es beispielsweise zu fast jeder Lorenzkurve mindestens eine andere Lorenzkurve mit exakt dem gleichen Gini-Wert. Diese erhält man durch Spiegelung der ursprünglichen Lorenzkurve an der Linie, die durch die Punkte (0|1) und (1|0) verläuft. Wenn auf 50 %/50 % die Mengen 10 %/90 % zu verteilen sind, ergibt dies die gleiche Lorenzkurve wie die Verteilung der Mengen von 50 %/50 % auf 90 %/10 % der Merkmalsträger. Diese beiden Lorenzkurven sind in Abbildung 1 dargestellt. Ausnahmen sind lediglich Lorenzkurven, die von vornherein symmetrisch zu dieser Linie sind.
Für die beiden unterschiedlichen Kurven ergibt sich ein gemeinsamer Gini-Koeffizient von 0,4. Tatsächlich gibt es zu einem Gini-Koeffizienten (außer bei absoluter Gleich- oder absoluter Ungleichverteilung) sogar unendlich viele mögliche Lorenzkurven. In diesem Punkt gleicht der Gini-Koeffizient jeder anderen Kennzahl, die aus der Akkumulation einer größeren Datenmenge abgeleitet ist. Ungleichverteilungskennzahlen wie der Gini-Koeffizient entstehen aus Aggregation von Daten mit dem Ziel, Komplexität zu reduzieren. Der damit einhergehende Informationsverlust ist also keine unbeabsichtigte Nebenwirkung. Für Komplexitätsreduktionen gilt generell, dass sie erst dann zu einem Nachteil werden, wenn man ihr Zustandekommen und ihre Abbildungsfunktion vergisst.

## Fehlerquelle bei Vergleichen
Aussagen, in denen Ungleichheitskoeffizienten miteinander verglichen werden, erfordern eine besonders kritische Überprüfung der Berechnung der einzelnen Koeffizienten. Für einen korrekten Vergleich ist es erforderlich, dass diese Koeffizienten in allen Fällen einheitlich berechnet wurden. Beispielsweise führt die unterschiedliche Granularität der Eingangsdaten zu unterschiedlichen Ergebnissen bei der Berechnung der Ungleichverteilung. Ein mit wenigen Quantilen berechneter Gini-Koeffizient zeigt in der Regel eine etwas geringere Ungleichverteilung an als ein mit mehr Quantilen berechneter Koeffizient, weil im letzteren Fall dank höherer Messauflösung die Ungleichverteilung berücksichtigt werden kann, die innerhalb der Bereiche (d. h. zwischen den Quantilen) im ersten Fall wegen der gröberen Messauflösung unausgewertet bleibt.
In einfachen Worten: Eine höhere Auflösung der Daten liefert (fast immer) einen höheren Gini-Koeffizienten.